# Верхнерейнский мастер
Верхнерейнский мастер (нем. Oberrheinischer Meister), или Мастер франкфуртского райского сада (Meister des Frankfurter Paradiesgärtleins) — анонимный художник верхнерейнской школы начала XV века. Условное именование дано по наиболее известному произведению: картине «Райский сад», хранящейся в Штеделевском институте во Франкфурте.

## Жизнь и творчество
О художнике, традиционно называемом Верхнерейнским мастером, почти ничего не известно. Предположительно, он жил в окрестностях Верхнего Рейна, близ Базеля или Страсбурга (вероятней последнее), и был активен в 1410—1420 годах.
Наиболее известной из атрибутируемых ему работ является созданный около 1410 года «Райский сад» — образец живописи интернациональной готики (так называемого мягкого стиля), представляющий собой аллегорическое изображение райского сада с Богоматерью, Младенцем Христом и святыми. Именно по этой картине, входящей в собрание Штеделевского художественного института во Франкфурте-на-Майне, анонимный мастер получил своё условное именование.
Помимо «Райского сада», Верхнерейнскому мастеру приписывается ещё несколько работ, в том числе «Мадонна на земляничной грядке» (ок. 1420), хранящаяся в музее Золотурна, «Благовещение» из собрания Оскара Райнхарта в Винтертуре (ок. 1420—1430), «Рождество Богоматери» и «Сомнение Иосифа» (ок. 1410—1420) из собрания страсбургского Музея собора Нотр-Дам. Две последние заставляют предположить знакомство автора с итальянской живописью, в частности, произведениями сиенской школы.
От работ современников — Мастера Франке, Мастера святой Вероники и Конрада фон Зоста — произведения Верхнерейнского мастера отличают как предпочтения в выборе тем, так и стилевые черты. Сохраняя черты архаичности, он в то же время даёт в своих произведениях новую, более лиричную и камерную интерпретацию религиозных сюжетов; поэтический характер и идилличность изображаемых сцен сочетаются у него с жизненностью и непосредственностью трактовки деталей. Широкую известность творчество Верхнерейнского мастера получило лишь в XIX веке, когда «Райский сад» перешёл из частной коллекции в собрание Исторического музея Франкфурта.

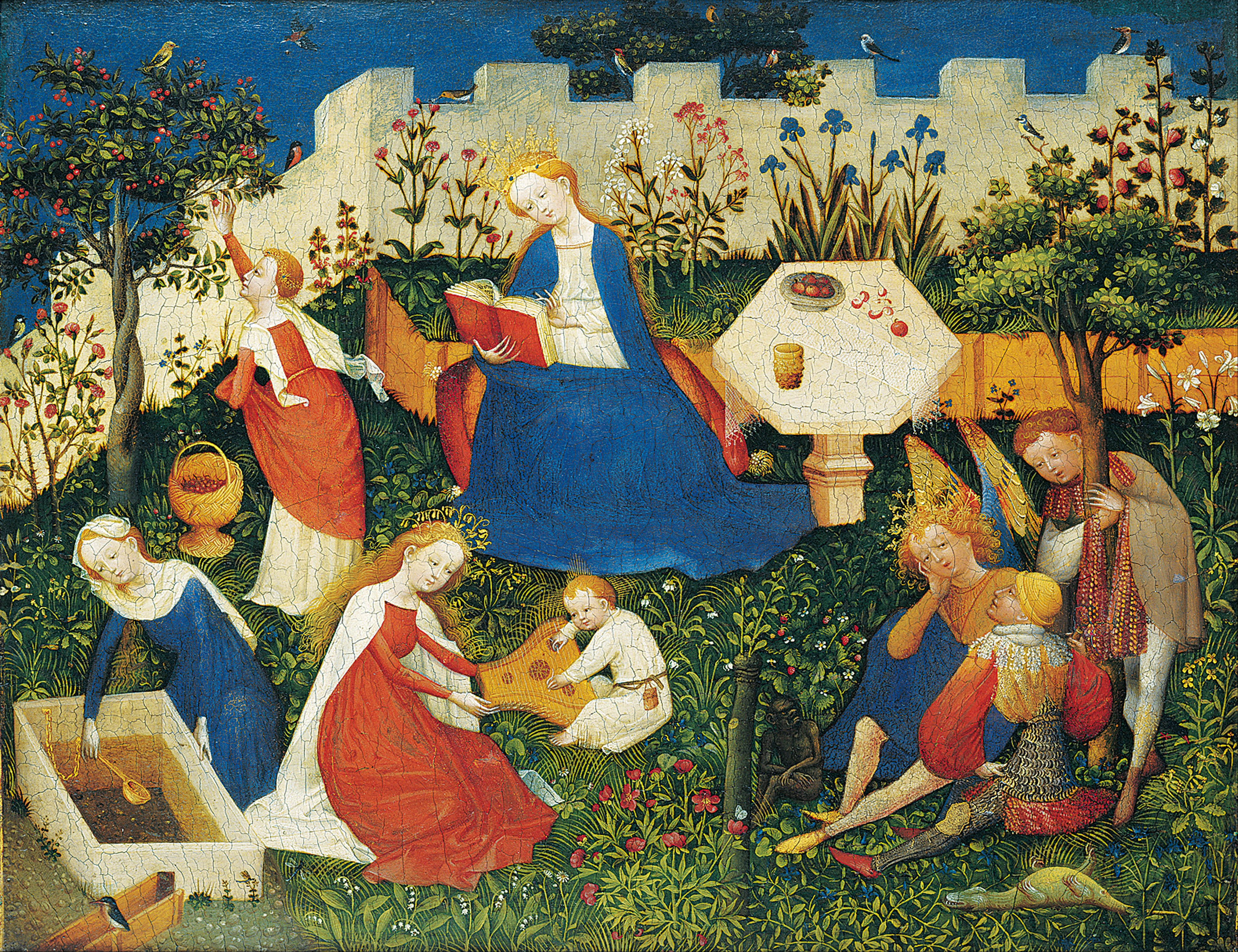
Райский сад. Ок. 1410. Франкфурт-на-Майне, Штеделевский художественный институт
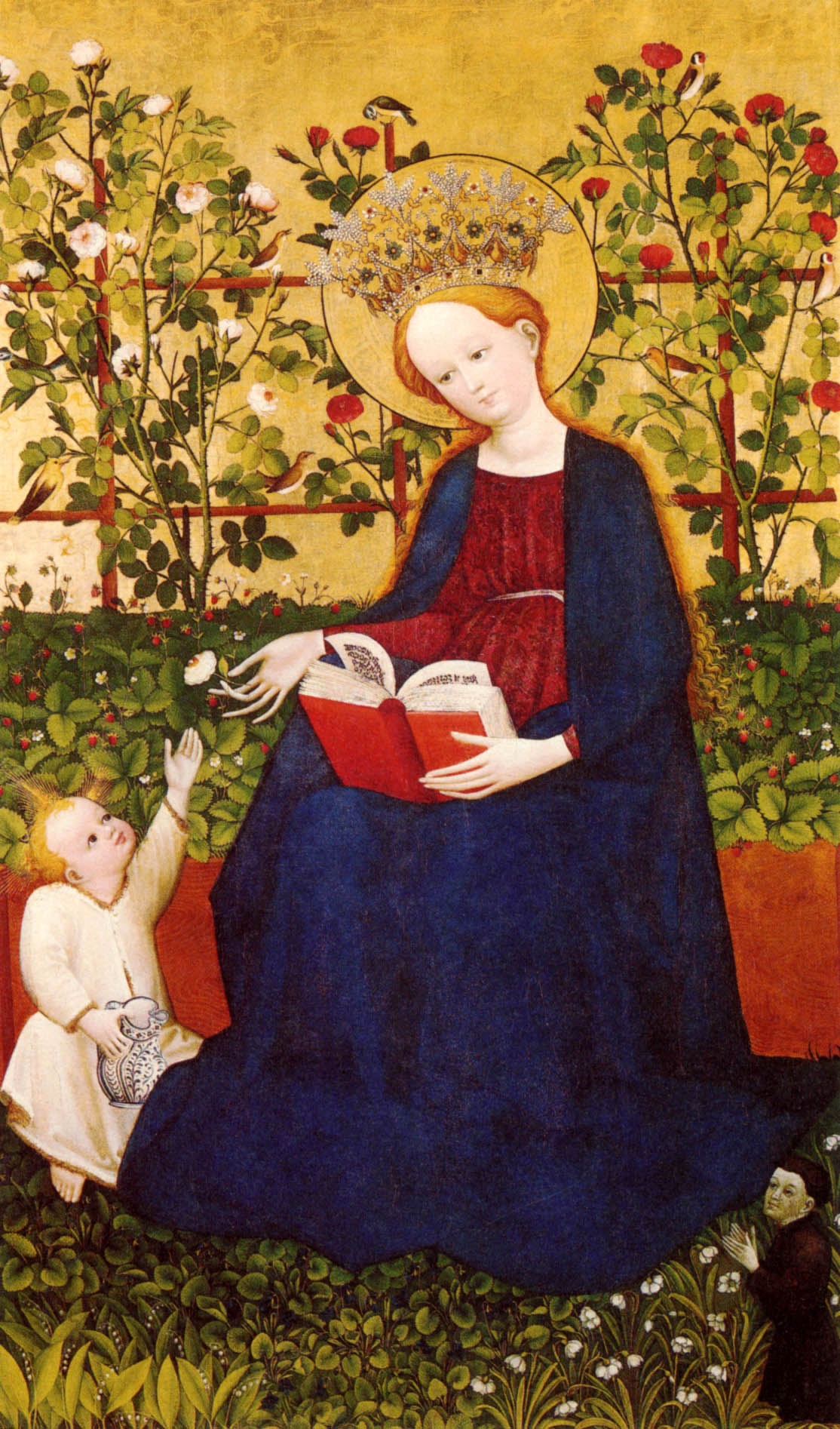
Мадонна на земляничной грядке. Ок. 1420. Золотурнский художественный музей
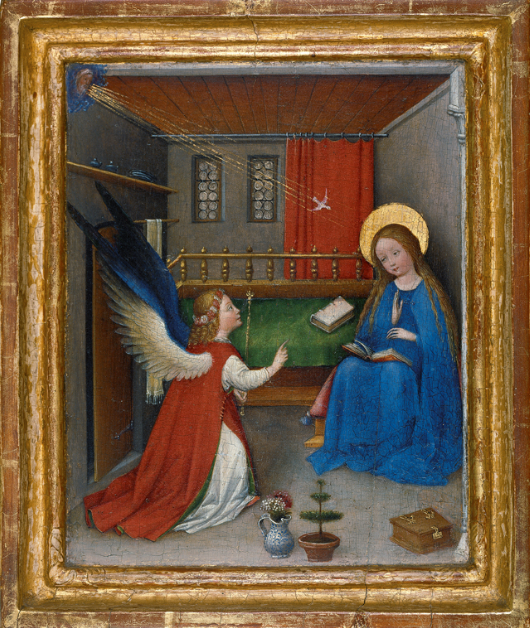
Благовещение. Ок. 1420—1430. Собрание Оскара Райнхарта
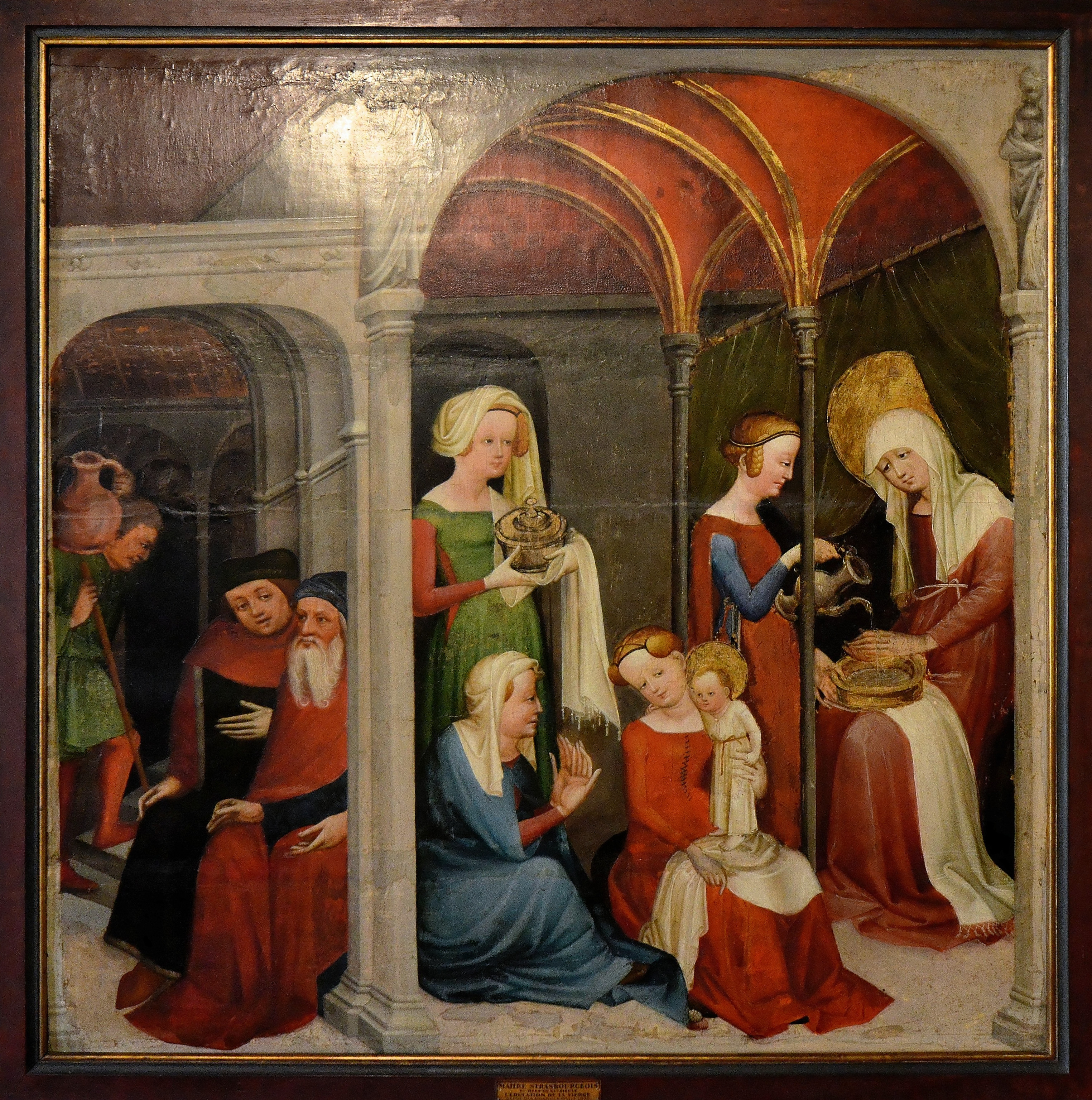
Рождество Богоматери. Ок. 1410—1420. Музей собора Нотр-Дам
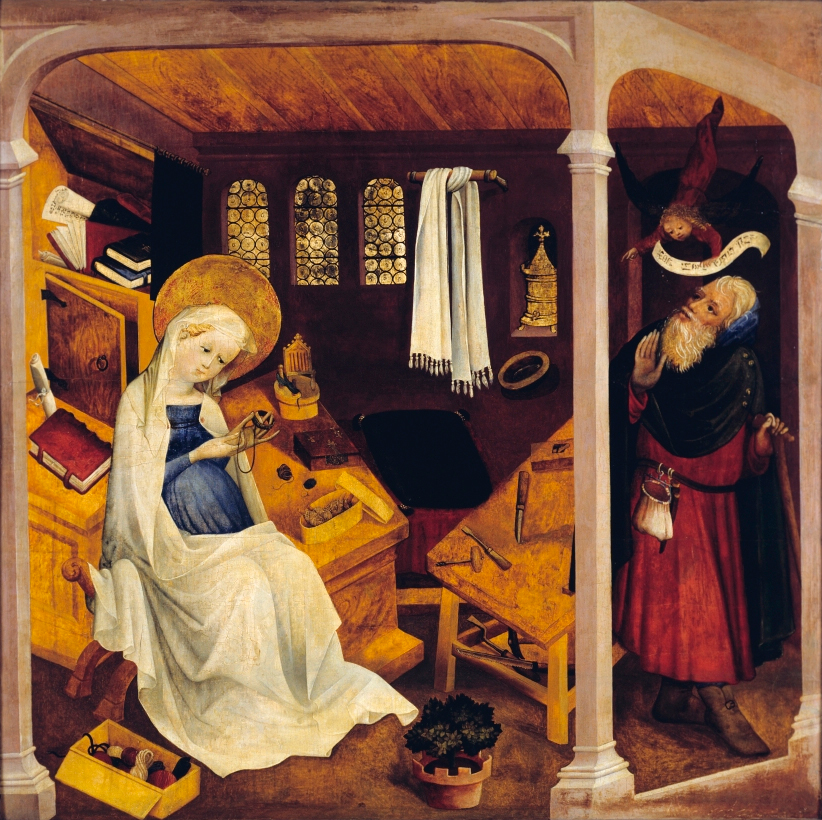
Сомнение Иосифа. Ок. 1410—1420. Музей собора Нотр-Дам